# Casbia ereutha
Casbia ereutha är en fjärilsart som beskrevs av Turner 1947. Casbia ereutha ingår i släktet Casbia och familjen mätare. Inga underarter finns listade i Catalogue of Life.